# Jacob Skyggebjerg
Jacob Skyggebjerg (født i 1985 vest for Horsens) er en dansk forfatter og skuespiller.
Han debuterede som forfatter i december 2013 med romanen Vor tids helt, og har siden udgivet romanerne Hvad mener du med vi, 2015, Jalousi, 2017, Hjælp, 2018, Der går min klasselærer, 2020 og Inderkredsen, 2021, samt artikelsamlingen Vi ses på Mars, når klimaet går amok og lokummet eksploderer, 2018, og langdigtet Så sådan ser det altså ud, når de helt tunge drenge tester deres produkter på forbrugerne, 2020.
I perioden oktober 2020 til juni 2021 udgav Jacob Skyggebjerg podcasten Søndagsfortælling, hvor han hver uge skrev en ny novelle, og indtalte og udsendte den som gratis lydbog.
Skyggebjerg har siden romandebuten desuden været frit tilknyttet skribent ved diverse danske medier. Shortlistet til Bodil og Jørgen Munch-Christensens debutantpris 2014, nomineret til DR Romanprisen 2016 og Edvard P. prisen 2018.
Han er også rapper, her bruger han navnet Skygg og har udgivet flere albums. Han debuterede som filmskuespiller i 2017 i spillefilmen Danmark.